# Мотыгино (аэропорт)
Аэропорт Мотыгино (ИКАО: UNIM) — региональный аэропорт, расположенный к востоку от посёлка городского типа Мотыгино (Мотыгинский район, Красноярский край). Его оператор — ФКП «Аэропорты Красноярья». Имеет одну искусственную взлётно-посадочную полосу (ВПП) длиной 1303 метра. Способен принимать самолёты Як-40, Ан-24, Ан-26, L-410, Ан-2 и вертолёты всех типов. В 1948 году в Мотыгино был организован гидроаэродром, а в 1959 году началось строительство сухопутного аэропорта. Рейсы сюда из аэропорта Черемшанка (Красноярск) на самолёте L-410 осуществляет авиакомпания «КрасАвиа».

## История
Авиация появилась в Мотыгинском районе (на тот момент Удерейском) в 1939 году, тогда же открылась площадка под аэродром в районном центре Южно-Енисейске. В июне 1948 года исполком райсовета постановил закрепить за гидроаэропортом Мотыгино водный участок реки Ангары (Мотыгинской протоки) размером 1200 на 500 метров. В 1949 году в месяц производилось от 28 до 257 самолётовылетов, перевезено 9000 пассажиров, 36 тонн почты, 139 тонн грузов. Строительство сухопутного аэропорта в Мотыгино началось в 1959 году. В 1972 году были проведены топографо-геодезические работы для проектирования ВПП и перрона. С вводом в действие бетонной ВПП начали выполняться регулярные рейсы на самолётах Як-40, L-410 и Ан-24.
Аэропорт Мотыгино Енисейского объединённого авиаотряда в 1995 году был реорганизован в Мотыгинский филиал ГУП АК «Енисейский меридиан» (с 2018 года — АО «КрасАвиаПорт»). В 2011 году аэропорт был передан ФКП «Аэропорты Красноярья», что позволило получить федеральное финансирование.

## Характеристики
Аэропорт имеет искусственную ВПП (09/27) длиной 1303 и шириной 20 метров, покрытую железобетоном. По бокам искусственной ВПП расположены две грунтовые (650 на 50 и 650 на 65 метров). Они подготавливаются и используются только в зимний период. Аэропорт способен принимать самолёты Як-40, Ан-24, Ан-26, L-410, Ан-2 и вертолёты всех типов.

## Авиакомпании
Рейсы в Мотыгино из Красноярска (аэропорт Черемшанка) с 2015 года осуществляет авиакомпания «КрасАвиа» на самолётах L-410. В зависимости от сезона, рейсы выполняются 1—4 раза в неделю. До своего закрытия в 2008 году рейсы из Красноярска выполняла авиакомпания «Сибавиатранс» на Як-40 и Ан-24.

## Показатели деятельности
| Год        | 2014 | 2015 | 2016  | 2017  |
| ---------- | ---- | ---- | ----- | ----- |
| Пассажиров | 632  | ▲910 | ▲2630 | ▲3854 |

| Год  | 2014 | 2015  | 2016  | 2017  |
| ---- | ---- | ----- | ----- | ----- |
| Тонн | 0,77 | ▲1,95 | ▼0,56 | ▲4,92 |

| Год  | 2014 | 2015  | 2016   | 2017 |
| ---- | ---- | ----- | ------ | ---- |
| Тонн | 0    | ▲0,18 | ▬ 0,18 | ▼0   |